# Bracia Manaki
Janaki i Milton Manaki (znani też jako Bracia Manaki) – fotograficy i filmowcy, pionierzy filmu bałkańskiego.

## Życiorys
Pochodzili z niewielkiej wsi Avdela, w pobliżu Metsova, należącej wówczas do wilajetu bitolskiego Imperium Osmańskiego (dzis. Grecja). Urodzili się w rodzinie arumuńskiej. Z uwagi na brak jednoznacznej deklaracji narodowościowej bracia i ich twórczość jest włączana przez poszczególne kraje bałkańskie do ich własnego dorobku kulturowego. Konsekwencją jest także używanie różnych zapisów ich imion i nazwisk - w języku macedońskim Јанаки i Милтон Манаки; w języku greckim Γιαννάκης i Μιλτιάδης Μανάκιας, a w języku albańskim – Janaq i Milto Manaqi.
Janaki pracował jako nauczyciel, ale zafascynowany fotografią w 1898 uruchomił w Janinie pierwsze studio, w którym wkrótce podjął pracę jego brat. Poza świadczeniem usług dla ludności bracia poświęcali się pasji fotografowania życia codziennego i miejscowych obyczajów. Z kamerą docierali nie tylko do Macedonii, ale także na tereny Epiru i Albanii. W 1904 przenieśli swoje studio fotograficzne do Bitoli. Sława bałkańskich fotografików skłoniła Karola I do zaproszenia ich do Rumunii, do królewskiej rezydencji Sinaia. Zafascynowanemu ich fotografiami władcy bracia opowiedzieli o planach zakupu kamery filmowej. Z uwagi na wysoki koszt sprzętu, król obiecał ich wspomóc finansowo.
W 1905 starszy z braci wyjechał do Londynu, gdzie kupił kamerę Bioscope 300 wyprodukowaną przez firmę Charles Urban Trading. Pierwszy film nakręcony tym sprzętem dokumentował 114 urodziny Despiny Manaki w Avdeli i trwał 60 sekund. Był to zarazem pierwszy film zrealizowany na obszarze Półwyspu Bałkańskiego. Kolejne filmy powstawały w związku z wizytami oficjalnymi w Bitoli - sułtana Mehmeda V, króla Serbii Piotra I wraz z następcą tronu i króla Grecji – Konstantyna I. Równie cenne w dorobku filmowym braci Manaki były dokumentowane przez nich ludowe obrzędy. Okres I wojny światowej Manaki spędzili w Płowdiwie, gdzie zostali internowani. W 1921 filmy nakręcone przez braci prezentowano licznie zgromadzonej publiczności w Bitoli, początkowo pod gołym niebem, a od 1923 w specjalnie do tego celu zaadaptowanym budynku kinoteatru. Kinoteatr przetrwał do 1939, kiedy to budynek doszczętnie spłonął.

## Dziedzictwo
Oprócz kilkudziesięciu krótkich filmów bracia pozostawili po sobie także zbiór ponad 17 000 fotogramów. W 1955 zbiór filmów braci Manaki został objęty opieką ministerstwa kultury Jugosławii, a od 1976 znajduje się w Bitoli. Część materiałów fotograficznych znajduje się w Bukareszcie.

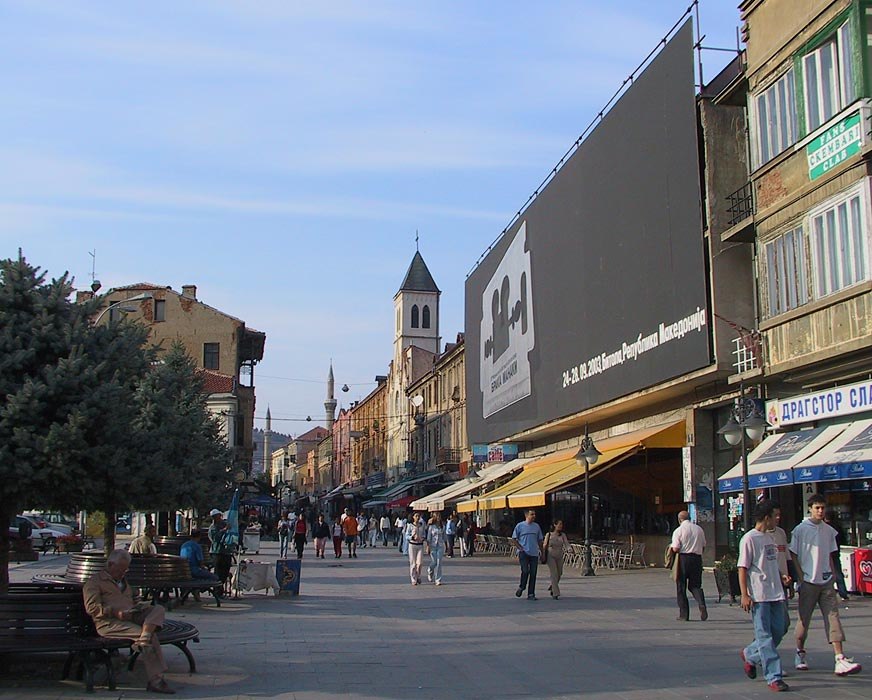
Ulica w Bitoli, po prawej plakat festiwalu filmowego

Fragmenty filmów braci Manaki znalazły się w filmie fabularnym Teo Angelopoulosa – Spojrzenie Odyseusza. Dla uczczenia dorobku pierwszych bałkańskich filmowców organizowany jest od 1979 roku corocznie w Bitoli Międzynarodowy Festiwal Operatorów Filmowych „Braci Manaki”.

## Filmografia
- 1905: Babka Despina
- 1906: Tkająca kobieta (Avdela)
- 1911: Pogrzeb metropolity Emilianosa w Grevenie
- 1918: Powitanie króla Grecji i pretendenta do tronu przez Generała Bojovicia w Bitoli